# Brorstrup Sogn
Brorstrup Sogn er et sogn i Rebild Provsti (Viborg Stift).
I 1800-tallet var Ravnkilde Sogn anneks til Brorstrup Sogn. Begge sogne hørte til Års Herred i Aalborg Amt. De dannede sognekommune sammen med Haverslev Sogn, der også hørte til Års Herred, men var anneks til Aarestrup Sogn i Hornum Herred, også i Aalborg Amt. Trods annekteringen var Aarestrup en selvstændig sognekommune. Brorstrup-Ravnkilde-Haverslev sognekommune blev senere delt i to: Brorstrup-Haverslev og Ravnkilde. Ved kommunalreformen i 1970 blev de begge indlemmet i Nørager Kommune, der ved strukturreformen i 2007 indgik i Rebild Kommune.
I Brorstrup Sogn findes Brorstrup Kirke.
I sognet findes følgende autoriserede stednavne:
- Brorstrup (bebyggelse, ejerlav)
- Dejlebjerg (bebyggelse)
- Enshøj (areal)
- Holme (bebyggelse)
- Mejlby (bebyggelse, ejerlav)
- Skjoldhøje (areal)
- Skjoldvang (bebyggelse)
- Smorup (bebyggelse, ejerlav)
- Stensager (bebyggelse)
- Vejrhøj (bebyggelse, ejerlav)
- Vesterkær (bebyggelse)